# Antiphrisson grunini
Antiphrisson grunini là một loài ruồi trong họ Asilidae. Antiphrisson grunini được Lehr miêu tả năm 1970. Loài này phân bố ở vùng Cổ Bắc giới.